# Emil Groos
Emil Groos (* 12. Oktober 1803 in Saßmannshausen; † 23. Dezember 1885 in Laasphe) war ein deutscher Arzt und Ehrenbürger der Stadt Laasphe.

## Leben und Wirken
Emil Groos wurde am 12. Oktober 1803 als dritter Sohn des fürstlichen Kammerassessors Johann Daniel Karl Henrich Groos (1771–1858) und seiner Ehefrau Friederike geb. Schaffner in Saßmannshausen bei Laasphe geboren. Er besuchte das Gymnasium in Wetzlar, begann nach dem Abitur 1821 sein Medizinstudium in Bonn, schrieb sich am 8. Mai 1822 an der Universität in Marburg ein, studierte dann ab 8. Mai 1823 in Gießen. Das medizinische Examen absolvierte er 1825 mit der Note „Sehr gut“ an der Königlichen Friedrich-Wilhelms-Universität Berlin. Seine in Latein verfasste Inaugural-Dissertation mit dem Titel De inflammatione hepatitis legte er am 19. März 1825 in Berlin vor, wo er promoviert wurde. Seine Doktorarbeit wird in der Bayerischen Staatsbibliothek archiviert. Ein ihm angebotenes Kreisphysikat in Bochum lehnte er ab. Stattdessen nahm er eine Stelle in Meerholz bei Gelnhausen als Leibarzt des Grafen Ysenburg an. In Meerholz lernte er seine spätere Frau kennen. Nach einigen Jahren ließ Groos sich als praktischer Arzt in Wetzlar nieder. Emil Groos zog etwa 1845 in seine Heimatstadt Laasphe, wo er eine Landarztpraxis eröffnete. In Laasphe hatte sein Vater zwei Häuser bauen lassen, von denen Emil eines übernahm, während der Bruder Eduard Groos seine homöopathische Arztpraxis bereits im Nachbarhaus eingerichtet hatte. Emil Groos wurde Leibarzt von Alexander Fürst zu Sayn-Wittgenstein-Hohenstein. Dieser ernannte ihn zum fürstlichen Hofrat; Groos wurde Kreisphysikus des Kreises Wittgenstein und erhielt 1875 den preußischen Ehrentitel Geheimer Sanitätsrat. Anlässlich seines 60-jährigen Doktorjubiläums ernannte ihn die Stadt Laasphe zu ihrem Ehrenbürger. Ein älterer Bruder der beiden Ärzte war Wilhelm Friedrich Groos, Landrat des Kreises Wittgenstein (1831–1850). Nachdem der Landwirtschaftliche Kreisverein zu seinen Ehren posthum ein Denkmal in der Nähe von Stünzel errichtete, bedankten sich die Brüder mit einer großformatigen Anzeige im Wittgensteiner Kreisblatt.

## Auszeichnungen
- Geheimer Sanitätsrat 1875
- Roter Adlerorden 3. Klasse vor 1885
- Ehrenbürger der Stadt Laasphe 1885

## Familie
Emil Groos heiratete am 14. April 1833 in Gelnhausen Pauline Auguste Clever (1802–1877), die Tochter des dortigen Kaufmanns Heinrich Moritz Clever. Am 18. März 1835 wurde in Wetzlar das einzige Kind Ferdinand geboren, das mit fünf Jahren starb. Emil Groos starb verwitwet im Alter von 82 Jahren am 23. Dezember 1885 in Laasphe.

## Trivia
Emil Groos trat während seiner Studentenzeit einer Burschenschaft bei und galt innerhalb der Verbindung als gefürchteter Schläger. Auf dem Fechtboden verlor er ein Auge. Die beiden Laaspher Ärzte Emil und Eduard Groos wurden bekannt als der „schwarze und der rote Hofrat“, wie man sie nach ihrer Haarfarbe nannte. Damit die Patienten ihre Ärzte in den nebeneinanderstehenden Häusern nicht verwechselten, ließen sie ihre Scheunen schwarz und rot streichen. Auch ihre medizinische Auffassung war unterschiedlich. Emil Groos war Vertreter der Schulmedizin, der Allopathie, während sein Bruder Eduard Groos als Homöopath erfolgreich praktizierte. Von Emil Groos wird berichtet, er sei so diensteifrig gewesen, dass er sich noch drei Tage vor seinem Tod im Wagen von seiner Haushälterin zu mehreren schwerkranken Patienten schleppen ließ. Er sei auch so uneigennützig gewesen, dass er kein ärztliches Honorar forderte und über seine ärztlichen Leistungen niemals Buch und Rechnung führte. Er habe nur das genommen, was man ihm unaufgefordert gab.